# Tungurahua (vulkaan)

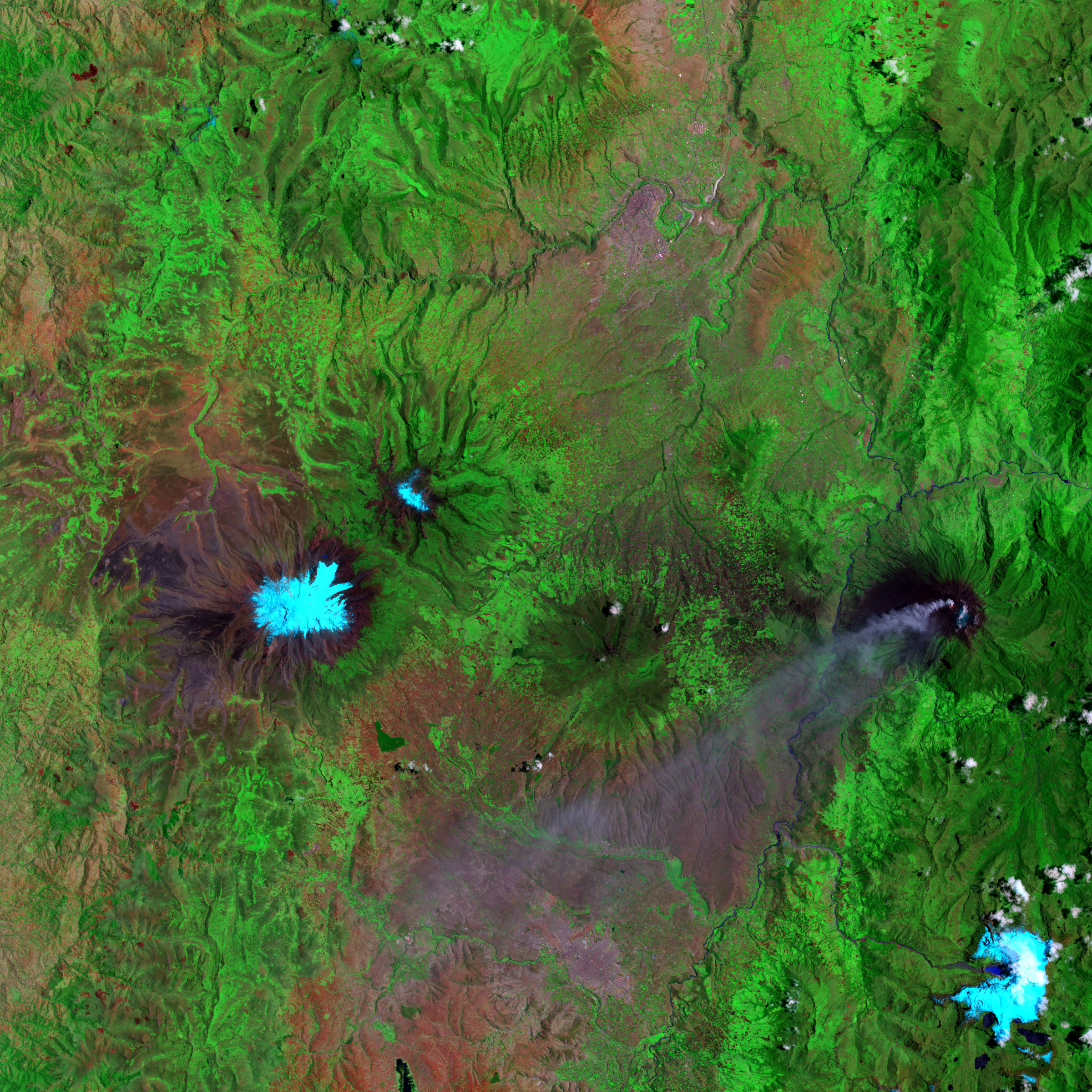
Satellietfoto van Tungurahura (rechts van het midden, met een ontsnappende aswolk) en de nabijgelegen Chimborazo (links van het midden).

De Tungurahua (Quechua: tunguri = "keel", rahua = "vuur"; "vuurkeel") is een actieve stratovulkaan in de gelijknamige provincie in Ecuador. In juli 2006 vertoonde de vulkaan weer activiteit en werden 5500 mensen geëvacueerd. De ongeveer 5 kilometer hoge vulkaan is gelegen nabij Baños in het noorden van Ecuador, op een afstand van circa 140 kilometer van de hoofdstad Quito. Tungurahua staat ook bekend als "De Zwarte Reus". Bij zijn activiteit veroorzaakt het opkomende magma aardschokken in het nabijgelegen Baños.

## Erupties
- Een van de zwaarste uitbarstingen vond plaats in 1944.
- In 1999, na een relatief lange periode van rust, begon een nieuwe fase van activiteit die op 17 augustus 2006 tot 5 doden leidde en die tot begin juli 2009 voortduurde.
- In januari 2010 begon een nieuwe cyclus met op 28 mei 2010 een uitbarsting die er toe leidde dat Aeropuerto Internacional José Joaquín de Olmedo bij Guayaquil werd gesloten. Het is het grootste vliegveld van Ecuador.[1] Deze cyclus stopte op 29 juli 2010.
- Op 22 november 2010 begon een nieuwe cyclus van activiteit die duurde tot oktober 2014. Zo was er in december 2012 een eruptie met veel rook en as, waarbij een aantal dorpen in de omgeving onder een aslaag werd bedolven en evacuaties plaatsvonden.[2][3] en op 14 juli 2013 kwam de vulkaan tot een uitbarsting met explosies.[4] Op 5 april 2014 was er een eruptie die as en rook tot 10 km hoogte in de atmosfeer spuwde en ook op 31 augustus 2014 spuwde de vulkaan rook en vuur; daarna was er voortdurend seismische activiteit en waren er explosies en uitbarstingen tot 6 oktober 2014.
- Een nieuwe cyclus van activiteit begon op 6 april 2015. Volgens een verslag op 4 augustus 2015 was er tussen 31 juli en 4 augustus 2015 voortdurend matige seismische activiteit en op 1 augustus en tussen 25 november en 1 december een stoom- en aspluim.